# Einar Rothman
Einar Rothman, född 3 januari 1888 i Varberg, död 3 september 1952 i Göteborg, var en svensk gångare. Han tävlade för Örgryte IS.
Rothman tävlade för Sverige vid olympiska sommarspelen 1908 i London, där han slutade på 7:e plats i herrarnas 3 500 meter gång. Han tävlade även i 10 miles gång, men fullföljde inte loppet.